# Torneo de San Petersburgo
El Torneo de San Petersburgo es un torneo oficial de tenis que se disputa en Rusia dentro del calendario de los ATP World Tour 250. Es, junto al Torneo de Moscú, el más importante que se celebra en este país. Se juega sobre la superficie de moqueta desde la temporada 1995. Los jugadores que más veces lo han ganado son el ruso Marat Safin, el sueco Thomas Johansson y el británico Andy Murray, ambos en 2 ocasiones.

## Palmarés

### Individual masculino
| Año              | Campeón             | Subcampeón             | Resultado           |
| ---------------- | ------------------- | ---------------------- | ------------------- |
| ↓ ATP Tour 250 ↓ |                     |                        |                     |
| 1995             | Yevgueni Káfelnikov | Guillaume Raoux        | 6-2, 6-2            |
| 1996             | Magnus Gustafsson   | Yevgueni Káfelnikov    | 6-2, 7-6(4)         |
| 1997             | Thomas Johansson    | Renzo Furlan           | 6-3, 6-4            |
| 1998             | Richard Krajicek    | Marc Rosset            | 6-4, 7-6(5)         |
| 1999             | Marc Rosset         | David Prinosil         | 6-3, 6-4            |
| 2000             | Marat Safin         | Dominik Hrbaty         | 2-6, 6-4, 6-4       |
| 2001             | Marat Safin         | Rainer Schüttler       | 3-6, 6-3, 6-3       |
| 2002             | Sébastien Grosjean  | Mijaíl Yuzhny          | 7-5, 6-4            |
| 2003             | Gustavo Kuerten     | Sargis Sargsian        | 6-4, 6-3            |
| 2004             | Mijaíl Yuzhny       | Karol Beck             | 6-2, 6-2            |
| 2005             | Thomas Johansson    | Nicolas Kiefer         | 6-4, 6-2            |
| 2006             | Mario Ančić         | Thomas Johansson       | 7-5, 7-6(2)         |
| 2007             | Andy Murray         | Fernando Verdasco      | 6-2, 6-3            |
| 2008             | Andy Murray         | Andréi Golúbev         | 6-1, 6-1            |
| 2009             | Sergui Stajovski    | Horacio Zeballos       | 2-6, 7-6(8), 7-6(7) |
| 2010             | Mijaíl Kukushkin    | Mijaíl Yuzhny          | 6-3, 7-6(2)         |
| 2011             | Marin Čilić         | Janko Tipsarević       | 6-3, 3-6, 6-2       |
| 2012             | Martin Kližan       | Fabio Fognini          | 6-2, 6-3            |
| 2013             | Ernests Gulbis      | Guillermo García López | 3-6, 6-4, 6-0       |
| 2014             | No celebrado        | No celebrado           | No celebrado        |
| 2015             | Milos Raonic        | João Sousa             | 6-3, 3-6, 6-3       |
| 2016             | Alexander Zverev    | Stanislas Wawrinka     | 6-2, 3-6, 7-5       |
| 2017             | Damir Džumhur       | Fabio Fognini          | 3-6, 6-4, 6-2       |
| 2018             | Dominic Thiem       | Martin Kližan          | 6-3, 6-1            |
| 2019             | Daniil Medvédev     | Borna Ćorić            | 6-3, 6-1            |
| ↓ ATP Tour 500 ↓ |                     |                        |                     |
| 2020             | Andrey Rublev       | Borna Ćorić            | 7-6(5), 6-4         |
| ↓ ATP Tour 250 ↓ |                     |                        |                     |
| 2021             | Marin Čilić         | Taylor Fritz           | 7-6(3), 4-6, 6-4    |

### Dobles masculino
| Año              | Campeones                            | Subcampeones                         | Resultado         |
| ---------------- | ------------------------------------ | ------------------------------------ | ----------------- |
| ↓ ATP Tour 250 ↓ |                                      |                                      |                   |
| 1995             | Martin Damm Anders Järryd            | Jakob Hlasek Yevgueni Káfelnikov     | 6-4, 6-2          |
| 1996             | Yevgueni Káfelnikov Andréi Oljovski  | Nicklas Kulti Peter Nyborg           | 6-3, 6-4          |
| 1997             | Andréi Oljovski Brett Steven         | David Prinosil Daniel Vacek          | 6-4, 6-3          |
| 1998             | Nicklas Kulti Mikael Tillström       | Marius Barnard Brent Haygarth        | 3-6, 6-3, 7-6     |
| 1999             | Jeff Tarango Daniel Vacek            | Menno Oosting Andrei Pavel           | 3-6, 6-3, 7-5     |
| 2000             | Daniel Nestor Kevin Ullyett          | Thomas Shimada Myles Wakefield       | 7-6(5), 7-5       |
| 2001             | Denís Golovánov Yevgueni Káfelnikov  | Irakli Labadze Marat Safin           | 7-5, 6-4          |
| 2002             | David Adams Jared Palmer             | Irakli Labadze Marat Safin           | 7-6(8), 6-3       |
| 2003             | Julian Knowle Nenad Zimonjić         | Michael Kohlmann Rainer Schüttler    | 7-6(1), 6-3       |
| 2004             | Arnaud Clément Michaël Llodra        | Dominik Hrbatý Jaroslav Levinský     | 6-3, 6-2          |
| 2005             | Julian Knowle Jürgen Melzer          | Jonas Björkman Max Mirnyi            | 4-6, 7-5, 7-5     |
| 2006             | Simon Aspelin Todd Perry             | Julian Knowle Jürgen Melzer          | 6-1, 7-6(3)       |
| 2007             | Daniel Nestor Nenad Zimonjić         | Jürgen Melzer Todd Perry             | 6-1, 7-6(3)       |
| 2008             | Travis Parrott Filip Polášek         | Rohan Bopanna Max Mirnyi             | 3-6, 7-6(4), 10-8 |
| 2009             | Colin Fleming Ken Skupski            | Jérémy Chardy Richard Gasquet        | 2-6, 7-5, 10-4    |
| 2010             | Daniele Bracciali Potito Starace     | Rohan Bopanna Aisam-Ul-Haq Qureshi   | 7-6(6), 7-6(5)    |
| 2011             | Colin Fleming Ross Hutchins          | Mijaíl Yelguin Aleksandr Kudriávtsev | 6-3, 6-7(5), 10-8 |
| 2012             | Rajeev Ram Nenad Zimonjić            | Luckas Lacko Igor Zelenay            | 6–2, 4-6, [10-6]  |
| 2013             | David Marrero Fernando Verdasco      | Dominic Inglot Denis Istomin         | 7-6(6), 6-3       |
| 2014             | No Celebrado                         | No Celebrado                         | No Celebrado      |
| 2015             | Treat Huey Henri Kontinen            | Julian Knowle Alexander Peya         | 7-5, 6-3          |
| 2016             | Dominic Inglot Henri Kontinen        | Andre Begemann Leander Paes          | 4-6, 6-3, [12-10] |
| 2017             | Roman Jebavý Matwé Middelkoop        | Julio Peralta Horacio Zeballos       | 6-4, 6-4          |
| 2018             | Matteo Berrettini Fabio Fognini      | Roman Jebavý Matwé Middelkoop        | 7-6(6), 7-6(4)    |
| 2019             | Divij Sharan Igor Zelenay            | Matteo Berrettini Simone Bolelli     | 6-3, 3-6, [10-8]  |
| ↓ ATP Tour 500 ↓ |                                      |                                      |                   |
| 2020             | Jürgen Melzer Édouard Roger-Vasselin | Marcelo Demoliner Matwé Middelkoop   | 6-2, 7-6(4)       |
| ↓ ATP Tour 250 ↓ |                                      |                                      |                   |
| 2021             | Jamie Murray Bruno Soares            | Andrey Golubev Hugo Nys              | 6-3, 6-4          |

- Datos: Q299740